# Cabo Verde nos Jogos Paralímpicos de Verão de 2016
Cabo Verde participa nos Jogos Paralímpicos de Verão de 2016 no Rio de Janeiro, Brasil, de 7 a 18 de setembro de 2016.